# Elwood (Utah)
Elwood je město v okrese Box Elder County ve státě Utah ve Spojených státech amerických.
K roku 2010 zde žilo 1 034 obyvatel. S celkovou rozlohou 19,9 km² byla hustota zalidnění 34,2 obyvatel na km².